# 罗歇·博弗朗
罗歇·博弗朗（法語：Roger Beaufrand，1908年9月25日—2007年3月14日），法国男子自行车运动员。他曾代表法国参加1928年夏季奥林匹克运动会自行车比赛，获得男子个人竞速赛金牌。